# Trương Lượng (Bắc Tề)
Trương Lượng (chữ Hán: 张亮, ? – ?) tự Bá Đức, người Thấp Thành, Tây Hà , tướng lãnh nhà Đông Ngụy, nhà Bắc Tề cuối đời Nam bắc triều trong lịch sử Trung Quốc.

## Sự nghiệp
Lượng từ nhỏ có tài năng,, ban đầu phụng sự Nhĩ Chu Triệu, được bái làm Bình viễn tướng quân. Lượng nhờ công được phong làm Thấp Thành huyện bá, thực ấp 500 hộ. Triệu bị Cao Hoan đánh bại, từ Tấn Dương chạy đi Tú Dung, tả hữu ngầm xin hàng, chỉ có Lượng không làm như vậy. Đến khi Triệu cùng đường, lệnh cho Lượng cùng kẻ nô bộc là Trần Sơn Đề  chém đầu mình để ra hàng, cả hai đều không nỡ. Triệu bèn tự treo cổ trên cây, Lượng ôm thây mà khóc. Cao Hoan nghe được thì cảm thán, cho Lượng thụ chức Thừa tướng phủ Tham quân sự, dần đãi ngộ thân mật, ủy nhiệm làm thư ký. Trong niên hiệu Thiên Bình (534 – 537) thời Đông Ngụy Hiếu Tĩnh đế, Lượng được làm Hành đài lang trung, Điển thất binh sự dưới quyền Cao Trừng. Tuy làm Đài lang, nhưng Lượng luôn ở bên cạnh Cao Hoan. Sau đó Lượng được thăng làm Hành đài hữu thừa.
Cao Thận làm phản (543), chiến tranh Đông – Tây Ngụy lần thứ 4 nổ ra, Lượng theo Đại tư mã Hộc Luật Kim giữ Hà Dương. Quyền thần Tây Ngụy là Vũ Văn Thái ở thượng lưu thả thuyền lửa đốt Hà Kiều, Lượng bèn chuẩn bị hơn trăm chiến xuồng nhỏ, đều chợ xích dài, đầu xích lắp đinh. Thuyền lửa vừa đến, lập tức đóng đinh vào thuyền, dùng xích kéo thuyền vào bờ, khiến lửa không chạm được cầu. (Việc này tạo điều kiện cho Cao Hoan đưa đại quân vượt Hoàng Hà, quyết chiến với Vũ Văn Thái ở Mang Sơn) Trong năm ấy, Lượng được bái làm Thái trung đại phu.  Sau đó Lượng được ra làm U Châu thứ sử.
Hầu Cảnh nổi loạn (547), Lượng được trừ làm Bình nam tướng quân, Lương Châu thứ sử. Ít lâu sau, Lượng được gia chức Đô đốc Dương, Dĩnh đẳng 11 châu chư quân sự, kiêm Hành đài điện trung thượng thư, chuyển làm Đô đốc 2 Dự, Dương, Dĩnh đẳng 8 châu quân sự, Chinh tây đại tướng quân, Dự Châu thứ sử, Thượng thư hữu bộc xạ, Tây nam đạo hành đài. Lượng đánh Giang Hạ, Dĩnh Dương,... 7 thành của nhà Lương, đều hạ được. 
Cuối niên hiệu Vũ Định, Lượng được chinh bái làm Thị trung, Phần Châu đại trung chánh. Đầu niên hiệu Thiên Bảo nhà Bắc Tề, Lượng được thụ làm Quang lộc huân, gia Phiếu kỵ đại tướng quân, Nghi đồng tam tư, biệt phong An Định huyện nam, chuyển làm Trung lĩnh quân. Ít lâu sau, Lượng mất khi đang ở chức, được tặng Tư không công. 

## Tính cách
Lượng tính chất phác, làm việc cần cù và lão luyện, rất được quyền thần nhà Đông Ngụy là Cao Hoan, Cao Trừng tín nhiệm, xem là tâm phúc. Nhưng Lượng từ nhỏ thiếu tư cách, chuộng lợi ích, lại ở bên cạnh chủ nhân lâu ngày, thành ra không thể liêm khiết. Sau khi được ra nắm quyền ở các châu, Lượng đi đến đâu cũng mang tiếng là nhũng nhiễu, tham ô.

## Dật sự
Tiết Xu từng mơ thấy Lượng ở trên núi cầm tơ (ti), kể với Lượng, còn giải mộng rằng: "Ti (丝) ở trên Sơn (山), là chữ U (幽) đấy. Anh sẽ nhận chức ở U Châu chăng?" Vài tháng sau, Lượng được ra làm U Châu thứ sử.